# لاله (تبریز)
لاله یکی از محله‌های تاریخی و کهن شهر تبریز است. این محله پیش تر همچون شاهگلی، خطیب، حکم آوار و ... از  پیرامون شهر به‌شمار می‌رفته‌است.

## مختصات
محلهٔ لاله در جنوب غرب شهر تبریز واقع شده و از سمت شمال به محلهٔ خطیب، از سمت جنوب به محلهٔ رواسان، از سمت شرق به محلهٔ گازران و از سمت غرب به جادهٔ مراغه محدود می‌شود. این محله باغ‌ها و چشمه‌های آب معدنی متعددی را در خود جای داده است که متأسفانه امروزه اکثراً آن‌ها تخریب یا خشک شده‌اند ولی از آن‌هایی که هم‌اکنون هم جاری هستند می‌توان به چشمه‌های (شفا گولی )(دره گولی)(شنبل گولی)«دول دول» (DOL DOL)، خانیم سوئی (KHANIM SUEE)، شفاء گؤلی (SHAFA GOLI)، فرجار (FARAJAR)، دره گؤلی (DARA GOLI)،  جک گؤلی (jak GOLI)، باباخدر (BABA KHDR)، دایچا  گولی (DAICHA) و قیرخ ایاخ (چهل پله) ... اشاره کرد. در مورد حفر چاه‌ها (KOUL) و منبع اصل این بولاغ‌ها طبق نظر ریش سفیدان محله مبدأ چاه‌های این چشمه‌ها به کوه‌های لاله می‌رود و تا چندین سال پیش که این چشمه‌ها به همراه خاصیت خاک این منطقه عامل اصلی رونق کشاورزی بودند هر ساله مسیر آب چاه‌های این چشمه‌ها را تمیز می‌کردند. 

## آثار تاریخی ثبت شده
از مساجد محله لاله هم مسجد زاویه دارای قدمت تاریخی منحصری که به۷۸۹ هجری قمری می‌رسد که به عنوان یکی از آثار ملی ایران به ثبت رسیده‌است. درداخل مسجد به گفته بزرگان محله چاهی وجود دارد که به چاه فرار مشهور بوده و در زمان حمله دشمنان وقت مردم از آن راه به کنار قبرستان بابالار در کنار قره داش راه داشته فرار می‌کردند و مقبره‌ای که بنام قره داش درجنب قبرستان اختصاصی محله لاله بنام بابالاروجود دارد و به‌دلیل به سرقت رفتن سنگ سری توسط سارقان میراث وفرهنگ کشور، که به گفته بزرگان محله دارای تلالو خاص و سنگ درخشان بوده و شب‌های جمعه نور خاصی ازآن منتشر می‌شد

## محصولات کشاورزی
این محله تا چندین سال پیش از مراکز کشاورزی اطراف تبریز به‌شمار می‌رفت و گوجه فرنگی (BAMADOR)لاله بامادوری ،فلفل (BIBAR) ،کمبزه (Kalah) ،گوجه سبز (ALCHA)، کدو و ... از جمله محصولات آن به‌شمار می‌رفت.

## شهرک‌ها
از چهارراه لاله، خیابان شهید اشرفی لاله تا شهرک نور و شهرک اندیشه و کوی لاله شهرک باکری -رسالت-دیزل آباد-شهرک سفیر امید (طالقانی) -الهیه-کوی شهید صمدی لاله-گلچین -ناظمی-میدان امام حسین (ع)-شهرک رازی -چامچال -نیلوفر-شقایق-قره داش-کوی مختاروند-جلالیه-کوی لاهیجانی-زنگوله باغ-نفت یولی-اسلام‌آباد-کوی برادران-کوی صنعتی شهید مدنی و اتوبان شهید کسائی منطقه لاله را به دونیم جداکرده از جمله مهم‌ترین شهرک‌های و مناطق ایجاد شده در اراضی و کشتزارهایی است که روزی از مهم‌ترین مراکز کشاورزی تبریز به حساب می‌آمدند.که امروزه بخاطر تخریب باغات و زمین‌های کشاورزی محصولات کشاورزی لاله بسیار کم شده‌است.گوجه فرنگی لاله بخاطر طعم خاصی که دارد در تبریز شناخته شده و خواهان زیادی دارد.